# Chosenia maximowiczii
Chosenia maximowiczii är en videväxtart som först beskrevs av Vladimir Leontjevitj Komarov, och fick sitt nu gällande namn av N. Chao. Chosenia maximowiczii ingår i släktet Chosenia och familjen videväxter. Inga underarter finns listade i Catalogue of Life.